# Ariadne (krater)
För andra betydelser, se Ariadne (olika betydelser).
Ariadne är en nedslagskrater på planeten Venus. Ariadne har fått sitt namn efter det grekiska kvinnonamnet Ariadne.
Kratern har en diameter på ungefär 23 kilometer.